# Strmo Rebro
Strmo Rebro este o localitate din comuna Krško, Slovenia, cu o populație de 11 locuitori.